# Vesela Letjeva
Vesela Letjeva, född 20 maj 1964 i Veliko Tărnovo, är en bulgarisk sportskytt.
Hon tävlade i olympiska spelen 1988, 1992, 1996 samt 2000. Hon blev olympisk silvermedaljör i gevär vid sommarspelen 1988 i Seoul..